# اورنس د کاسترپنس
اورنس د کاسترپنس (به اسپانیایی: Urones de Castroponce) یک شهرستان در اسپانیا است که در استان وایادولید واقع شده‌است.